# A pókok rendszertana

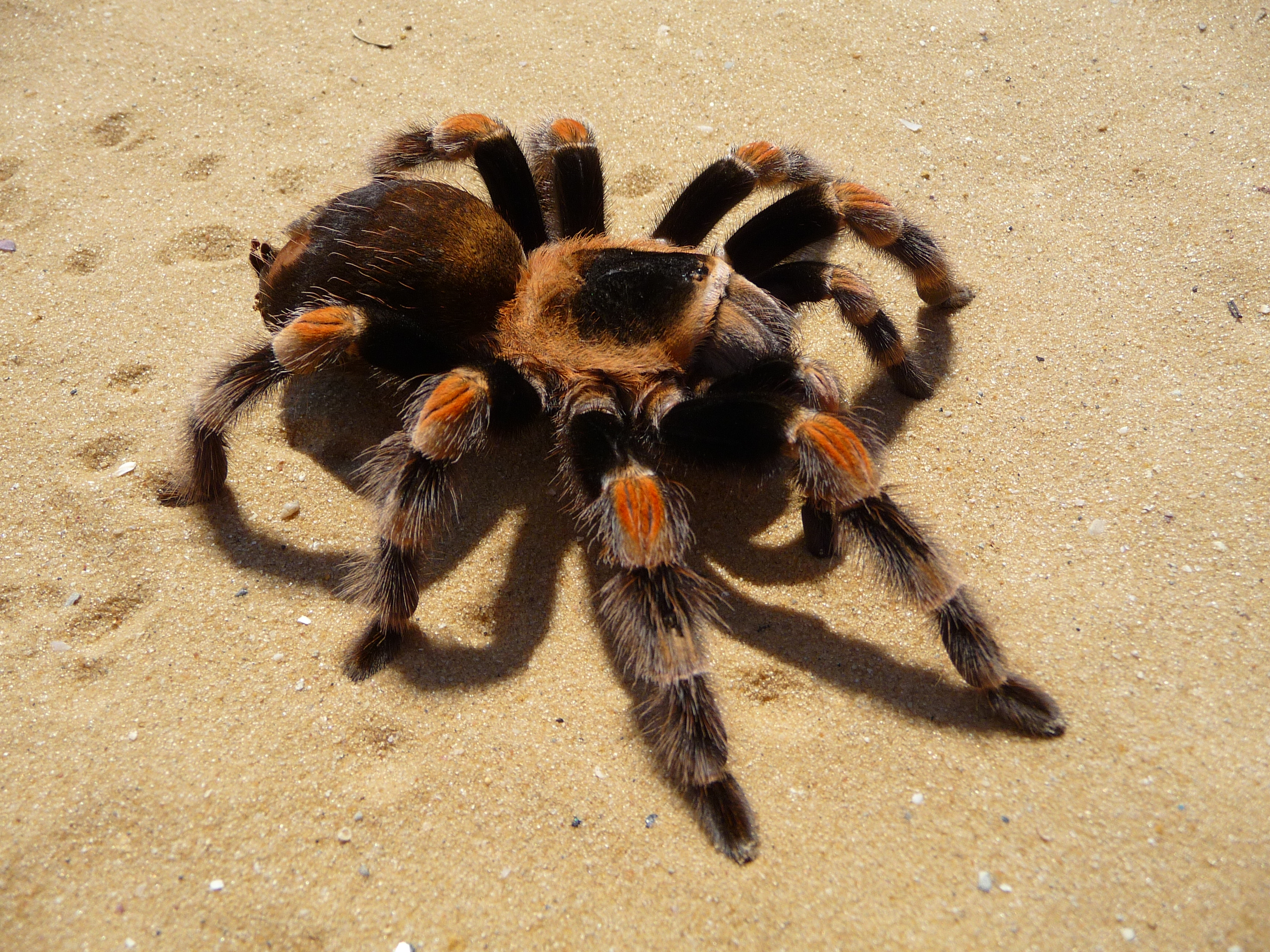
Brachypelma smithi

A pókok rendszertana jelenleg megközelítőleg 40 000 pókfajt osztályoz. 111 család tartozik ide. A begyűjtés nehézsége, és a jelenleg még nem besorolt pókok miatt azt feltételezik, hogy mintegy 200 000 fajuk él a Földön. A pókokkal foglalkozó tudományág az arachnológia.
A rend három alrendre osztható:
- Alsórendű pókok (Mesothelae)
- Négytüdős pókok (Mygalomorphae)
- Főpókok (Araneomorphae)

A négytüdős pókokat és a főpókokat együtt gyakran felsőrendű pókoknak (Opisthothelae) nevezik.

## Alsórendű pókok(Mesothelae)
Mérget nem használó kezdetleges pókok. Testük szegmentáltsága jól kivehető, ez bizonyíték az ízeltlábú ősökkel való rokonságukra. Az alrendbe egyetlen ma élő család, a Liphistiidae tartozik. Az ide tartozó fajok kizárólag Délkelet-Ázsiában honosak (Kína és Japán), körülbelül 90 fajjal és 5 nemzetséggel. Nagyon ritkák és a legősibbek.
A másik két ide sorolható családot csak fosszíliákból ismerjük (Arthrolycosidae és Arthromygalidae).

## Négytüdős pókok(Mygalomorphae)
A négytüdős pókok (Mygalomorphae, régebben Orthognatha) csáprágói nagyok és erősek, egyenesen lefelé néznek, és nem keresztezik egymást. Ebbe az alrendbe tartoznak a nehéz felépítésű, tömzsi lábú madárpókok, az aknászpókok, a torzpókok és a veszélyes ausztráliai tölcsérhálóspókok. E pókok nagytestű fajai még a kisebb halakat és emlősöket is megölik. A legtöbb faj a trópusokon és a szubtrópusokon él.

## Főpókok(Araneomorphae)
A főpókok (Araneomorphae, régebben Labidognatha) felismerhetőek átlós csáprágóikról, amelyek keresztezik egymást. Azok a pókok, amelyekkel nap mint nap találkozunk, ebbe az alrendbe tartoznak. A pókok 94%-a ide sorolható. Hozzávetőleg 95 család tartozik ebbe az alrendbe, kezdve a 0,37 mm nagyságú Patu diguá-tól a nagy Argiopé-ig.

## A családok táblája
| 1 | <10 | >=10 | >=100 | >=1000 |

| Alrend        | Főcsalád                        | Család              | Nem  | Faj   | Hétköznapi név                      | Példa                                     |
| ------------- | ------------------------------- | ------------------- | ---- | ----- | ----------------------------------- | ----------------------------------------- |
| Mesothelae    |                                 | Liphistiidae        | 5    | 87    | szegmentált pókfélék                | Kimura-gumo                               |
| Mygalomorphae | Mecicobothrioidea               | Mecicobothriidae    | 4    | 8     | törpe tarantulafélék                |                                           |
|               |                                 | Microstigmatidae    | 7    | 13    |                                     | Envia garciai                             |
|               | Hexatheloidea                   | Hexathelidae        | 11   | 86    | mérgező tölcsérhálós tarantulafélék | Sydney-i tölcsérhálós pók                 |
|               | Dipluroidea                     | Dipluridae          | 24   | 175   | tölcsérhálós tarantulafélék         | lucfenyő-moha pók                         |
|               | Nemesioidea                     | Nemesiidae          | 39   | 337   | aknászpókfélék                      | magyar aknászpók (Nemesia pannonica)      |
|               | Theraphosoidea                  | Theraphosidae       | 113  | 897   | madárpókfélék                       | góliát madárpók                           |
|               |                                 | Paratropididae      | 4    | 8     | csupasz lábú pókfélék               |                                           |
|               | Barycheloidea                   | Barychelidae        | 44   | 300   | csapóajtós vörös pókfélék           | Sason sundaicum                           |
|               | Atypoidea                       | Atypidae            | 3    | 40    | torzpókfélék                        | torzpók (Atypus affinins)                 |
|               |                                 | Antrodiaetidae      | 3    | 32    | ölelő-csapóajtós pókfélék           | Atypoides riversi                         |
|               | Cyrtauchenioidea                | Cyrtaucheniidae     | 18   | 126   | pecsétes-csapóajtós pókfélék        | Aptostichus simus                         |
|               | Idiopoidea                      | Idiopidae           | 22   | 273   |                                     | fekete rugós csapóajtós pókfélék          |
|               | Ctenizoidea                     | Ctenizidae          | 9    | 120   | dugós-csapóajtós pókfélék           | Cteniza sauvagesi                         |
|               | Migoidea                        | Migidae             | 10   | 91    | fa csapóajtós pókfélék              |                                           |
|               |                                 | Actinopodidae       | 3    | 41    |                                     | egérpók                                   |
| Araneomorphae | Hypochiloidea                   | Hypochilidae        | 2    | 11    | lámpaernyős pókfélék                | Hypochilus thorelli                       |
|               | Austrochiloidea                 | Austrochilidae      | 3    | 9     |                                     | tasmán barlangi pók                       |
|               |                                 | Gradungulidae       | 7    | 16    |                                     | karrai barlangi Pók                       |
|               | Filistatoidea                   | Filistatidae        | 16   | 109   | rés-takácspókfélék                  | déli házi pók                             |
|               | Scytodoidea                     | Drymusidae          | 1    | 10    | hamis hegedűspókfélék               |                                           |
|               |                                 | Periegopidae        | 1    | 2     |                                     |                                           |
|               |                                 | Scytodidae          | 5    | 169   | hasonmás pókfélék                   | Scytodes thoracica                        |
|               |                                 | Sicariidae          | 2    | 122   | remetepókfélék                      | barna remetepók                           |
|               | Leptonetoidea                   | Leptonetidae        | 14   | 200   | leptonetid pókfélék                 | fogüregpókok                              |
|               |                                 | Ochyroceratidae     | 13   | 146   | apró földi takácspókfélék           | Theotima minutissima                      |
|               |                                 | Telemidae           | 7    | 22    | hosszú lábú barlangi pókfélék       |                                           |
|               | Pholcoidea                      | Diguetidae          | 2    | 15    | tölcsérhálós pókfélék               |                                           |
|               |                                 | Pholcidae           | 80   | 959   | álkaszáspókfélék                    | nagy álkaszáspók (Pholcus phalangoides)   |
|               |                                 | Plectreuridae       | 2    | 30    | plectreurid pókfélék                |                                           |
|               | Caponioidea                     | Caponiidae          | 11   | 70    |                                     | kétszemű narancspók                       |
|               |                                 | Tetrablemmidae      | 29   | 126   | páncélozott pókfélék                |                                           |
|               | Dysderoidea                     | Dysderidae          | 24   | 492   | fojtópókfélék                       | pirosfejű fojtópók (Dysdera ninni)        |
|               |                                 | Oonopidae           | 68   | 472   | törpe vadászpókfélék                | Oonops domesticus                         |
|               |                                 | Orsolobidae         | 28   | 177   |                                     |                                           |
|               |                                 | Segestriidae        | 3    | 106   | csőhálós pókfélék                   | Olasz darócpók                            |
|               | Eresoidea                       | Eresidae            | 10   | 102   | bikapókfélék                        | bikapók (Eresus cinnaberinus)             |
|               |                                 | Hersiliidae         | 11   | 145   | fatörzspókfélék                     | kétfarkú pók                              |
|               |                                 | Oecobiidae          | 6    | 102   | lemezes hálós pókfélék              | Oecobius navus                            |
|               | Archaeoidea                     | Archaeidae          | 3    | 25    | pelikán pókfélék                    | bérgyilkos pók                            |
|               |                                 | Holarchaeidae       | 1    | 2     |                                     |                                           |
|               |                                 | Mecysmaucheniidae   | 7    | 25    |                                     |                                           |
|               |                                 | Micropholcommatidae | 8    | 33    |                                     |                                           |
|               |                                 | Pararchaeidae       | 7    | 34    |                                     |                                           |
|               | orgyilkos pókok (Palpimanoidea) | Huttoniidae         | 1    | 1     |                                     | Huttonia palpimanoides                    |
|               |                                 | Palpimanidae        | 15   | 127   | tapogatós lábú pókfélék             |                                           |
|               |                                 | Stenochilidae       | 2    | 12    |                                     |                                           |
|               | Mimetoidea                      | Malkaridae          | 4    | 10    | pajzsos pókfélék                    |                                           |
|               |                                 | Mimetidae           | 12   | 152   | kalózpókfélék                       | Oarces reticulatus                        |
|               | Uloboroidea                     | Deinopidae          | 4    | 57    | halászpókfélék                      | Rufous net-casting spider                 |
|               |                                 | Uloboridae          | 18   | 262   | derespókfélék                       | Uloborus walckenaerius                    |
|               | kerekhálós pókok (Araneoidea)   | Anapidae            | 34   | 144   |                                     |                                           |
|               |                                 | Araneidae           | 166  | 2840  | keresztespókfélék                   | koronás keresztespók (Araneus diadematus) |
|               |                                 | Cyatholipidae       | 23   | 58    |                                     |                                           |
|               |                                 | Linyphiidae         | 569  | 4320  | törpe / pénzes pókfélék             |                                           |
|               |                                 | Mysmenidae          | 22   | 91    | sarkantyús körszövő pókfélék        | Mysmenopsis furtiva                       |
|               |                                 | Nesticidae          | 9    | 204   | barlangi pókhálós pókfélék          | Nesticella marapu                         |
|               |                                 | Pimoidae            | 3    | 25    |                                     | Pimoa altioculata                         |
|               |                                 | Symphytognathidae   | 6    | 44    | törpe gömbszövő pókfélék            | Patu digua                                |
|               |                                 | Synaphridae         | 2    | 8     |                                     |                                           |
|               |                                 | Synotaxidae         | 13   | 68    |                                     |                                           |
|               |                                 | Tetragnathidae      | 52   | 955   | hosszú állkapcsú gömbszövő pókfélék | Hegyi állaspók                            |
|               |                                 | Nephilidae          | 4    | 75    | nagy állkapcsú pókfélék             | arany gömbszövő pók                       |
|               |                                 | Theridiidae         | 87   | 2248  | törpepókfélék                       | fekete özvegy                             |
|               |                                 | Theridiosomatidae   | 12   | 75    | sugárpókfélék                       | Theridiosoma gemmosum                     |
|               | Lycosoidea                      | Ctenidae            | 39   | 458   | trópusi farkaspókfélék              | brazil vándorpók                          |
|               |                                 | Lycosidae           | 104  | 2304  | farkaspókfélék                      | szongáriai cselőpók (Lycosa singoriensis) |
|               |                                 | Neolanidae          | 1    | 3     |                                     |                                           |
|               |                                 | Oxyopidae           | 9    | 419   | éles szemű pókfélék                 | zöld élesszemű pók                        |
|               |                                 | Pisauridae          | 52   | 328   | csodáspókfélék                      | szegélyes vidrapók (Dolomedes fimbriatus) |
|               |                                 | Psechridae          | 2    | 24    |                                     |                                           |
|               |                                 | Senoculidae         | 1    | 31    |                                     |                                           |
|               |                                 | Stiphidiidae        | 13   | 94    |                                     | Tartarus mullamullangensis                |
|               |                                 | Trechaleidae        | 15   | 75    |                                     |                                           |
|               |                                 | Zoridae             | 13   | 73    |                                     |                                           |
|               |                                 | Zorocratidae        | 5    | 21    | zorocratid pókfélék                 |                                           |
|               |                                 | Zoropsidae          | 12   | 76    | zoropsid pókfélék                   | Zoropsis spinimana                        |
|               | Agelenoidea                     | Agelenidae          | 39   | 503   | zugpókfélék                         | házi zugpók (Tegenaria domestica)         |
|               |                                 | Amphinectidae       | 35   | 184   |                                     | Metaltella simoni                         |
|               | Amaurobioidea                   | Amaurobiidae        | 71   | 643   | gubancos fészkű pókfélék            | Callobius claustrarius                    |
|               | Dictynoidea                     | Anyphaenidae        | 56   | 508   | anyphaenid zsákos pókfélék          | sárga szellempók                          |
|               |                                 | Cybaeidae           | 12   | 153   |                                     | vízipók                                   |
|               |                                 | Desidae             | 38   | 182   | árapálypókfélék                     | Phryganoporus candidus                    |
|               |                                 | Dictynidae          | 48   | 562   | hamvaspókfélék                      | városi hamvaspók (Dictyna civica)         |
|               |                                 | Hahniidae           | 26   | 235   | törpe leples pókfélék               |                                           |
|               |                                 | Nicodamidae         | 9    | 29    |                                     |                                           |
|               | Sparassoidea                    | Sparassidae         | 82   | 1009  |                                     | Avondale pókfélék                         |
|               | Selenopoidea                    | Selenopidae         | 4    | 189   | falipókfélék                        | Selenops radiatus                         |
|               | Zodaroidea                      | Zodariidae          | 72   | 828   | zodariid talajpókfélék              | Zodarion germanicum                       |
|               | Tengelloidea                    | Tengellidae         | 8    | 36    |                                     |                                           |
|               | incertae sedis                  | Chummidae           | 1    | 2     |                                     |                                           |
|               |                                 | Clubionidae         | 15   | 538   | kalitpókfélék                       | Clubiona trivialis                        |
|               |                                 | Cryptothelidae      | 1    | 10    | kicsi pókfélék                      |                                           |
|               |                                 | Cycloctenidae       | 5    | 36    |                                     |                                           |
|               |                                 | Halidae             | 2    | 3     |                                     |                                           |
|               |                                 | Homalonychidae      | 1    | 3     |                                     |                                           |
|               |                                 | Miturgidae          | 26   | 351   | hosszú lábú zsákospókfélék          | Sárga zsákos pók                          |
|               | Titanoecoidea                   | Phyxelididae        | 12   | 54    |                                     |                                           |
|               |                                 | Titanoecidae        | 5    | 46    |                                     | Goeldia obscura                           |
|               | Gnaphosoidea                    | Ammoxenidae         | 4    | 18    |                                     |                                           |
|               |                                 | Cithaeronidae       | 2    | 6     |                                     |                                           |
|               |                                 | Gallieniellidae     | 10   | 48    |                                     |                                           |
|               |                                 | Gnaphosidae         | 116  | 1975  | lapos pocakú talajpókfélék          | Drassodes lapidosus                       |
|               |                                 | Lamponidae          | 23   | 191   | fehér farkú pókfélék                | White-tailed spider                       |
|               |                                 | Prodidomidae        | 30   | 299   |                                     | Lygromma anops                            |
|               |                                 | Trochanteriidae     | 18   | 149   |                                     |                                           |
|               | Thomisoidea                     | Philodromidae       | 29   | 517   |                                     | Philodromus dispar                        |
|               |                                 | Thomisidae          | 170  | 2026  | karolópókfélék                      | Fehér karolópók (Thomisus onustus)        |
|               | Salticoidea                     | Salticidae          | 553  | 5025  | ugrópókfélék                        | Színészpók (Salticus scenicus)            |
|               | Corinnoidea                     | Corinnidae          | 76   | 925   | sötét zsákospókfélék                | Castianeira sp.                           |
|               |                                 | Liocranidae         | 29   | 160   |                                     |                                           |
| 3             | ca. 38                          | 111                 | 3642 | 39490 |                                     | Összesen                                  |